# Вулиця страху, Частина перша: 1994
Вулиця страху. Частина перша: 1994 — американський підлітковий слешер 2021 року, знятий режисеркою Лі Джаніак. Заснований на однойменній серії книг Р. Л. Стайна, він є першою частиною повноцінної трилогії. Прем'єра відбулася 2 липня 2021 року на Netflix.

## Сюжет
У 1994 році Хізер Уоткін - працівницю книжкового магазину в торговому центрі Shadyside Mall, поранив ножем її друг Раян Торрес. Він вбиває її та кількох інших працівників торгового центру, після його вбиває шериф Нік Гуд. ЗМІ повідомляють про різанину як про норму для Шейдсайду, який вони називають столицею вбивств Сполучених Штатів. Між тим, сусіднє містечко Саннівейл є його полярною протилежністю, оскільки воно вважається одним із найбагатших і найбезпечніших міст країни. Багато підлітків Шейдсайду вважають, що це результат діяльності відьми Сари Фієр, яка наклала прокляття на місто перед тим, як її стратили за чаклунство в 1666 році.
Діна Джонсон не вірить у відьму Фієр і нещодавно розлучилася зі своєю дівчиною Сем, яка не була готова до камінг-ауту. З тих пір Сем переїхала в Саннівейл. Джош, її брат, проводить свій час, досліджуючи історію міста, а її друзі Саймон і Кейт продають наркотики в надії врешті-решт покинути місто. Діна та Сем знову зустрічаються на мітингу в Саннівейлі за жертвами вбивств у торговому центрі, де спалахує бійка між студентами Шейдісайду та Саннівейла. Повертаючись додому, хлопець Сема, Пітер, починає хвилювати автобус, який перевозить студентів Шейдсайду, що змушує Діну ледь не кинути великий кулер у машину у відповідь. Раптова кровотеча з носа призводить до того, що вона втрачає контроль над кулером, і машина Пітера розбивається. Сем виживає і бачить видіння Сари Фієр, перш ніж її доставляють до лікарні.
Наступної ночі Діну та її друзів починає переслідувати хтось, кого вони спочатку вважають Пітером та його друзями. Однак, коли Діна та її друзі відвідують Сем, Пітера вбиває Маска Черепа, який продовжує вбивати кількох інших у лікарні та виявляється Райаном. Сем і Діна шукають допомоги, але їм не вдається переконати поліцію, тоді як на Саймона нападає Рубі Лейн, одна з колишніх убивць Шейдсайда в 1965 році. Група розуміє, що автомобільна аварія за участю Сема потривожила могилу Сари Фієр і що Сем закривавився на її кістках, воскресивши кількох вбивць Shadyside. Джош робить висновок, що прокляття Фієра є причиною історії вбивств Шейдсайд, які почалися після її страти. Вони намагаються запропонувати їй належне перепоховання, але на них нападає вбивця з табору Найтвінг.
Сем неохоче погоджується з групою, щоб її принесли в жертву, незважаючи на протести Діни. Вони рятують її, коли з’ясовується, що К. Берман, яка пережила різанину в таборі Найтвінг у 1978 році, померла на 2 хвилини, але її реанімували. Вони намагаються їй додзвонитися, але вона не відповідає. Група організовує план вбити та оживити Сема за допомогою наркотиків з аптеки супермаркету. Там Кейт, Саймон і Джош намагаються відбити вбивць Шейдсайда, але Кейт і Саймон гинуть. Нарешті Діна топить Сема з її згоди, змушуючи вбивць зникати, і оживляє її за допомогою комбінації EpiPens і CPR .
Після цього поліція вирішує покласти провину на Саймона і Кейт, оскільки вони були відомі продажем наркотиків. Сем і Діна примиряються і публічно висловлюються як пара. Пізніше тієї ночі, поки Сем у себе вдома, Діні дзвонить К. Берман, який каже їй, що від відьми нікуди не втекти. Сем, тепер одержимий, нападає на Діну, але її приборкають і зв’язують.

## У головних ролях
| Актор                    | Роль        |
| ------------------------ | ----------- |
| Кіана Мадейра            | Діна        |
| Олівія Велш              | Саманта/Сем |
| Бенжамін Флорес-молодший | Джош        |
| Ґілліан Джейкобс         | К. Берман   |
| Джулія Ревальд           | Кейт        |
| Елізабет Скопель         | Сара Фір    |
| Фред Хехінгер            | Саймон      |
| Ешлі Цукерман            | Нік Ґуд     |
| Дарел Брітт-Ґібсон       | Мартін      |
| Майя Гоук                | Гізер       |

## Український дубляж
- Єлизавета Мастаєва — Діна
- Кристина Вижу — Сем
- Андрій Терещук — Джош
- Олена Борозенець — К. Берман
- Софія Лозіна — Кейт
- Вячеслав Скорик — Томмі
- Людмила Петриченко — Сара Фір
- Арсен Шавлюк — Саймон
- Світлана Шекера — Хезер
- Вячеслав Хостікоєв — Нік Ґуд
- А також: Марія Яценко, Іван Розін, Людмила Петриченко, Руслан Драпалюк, Анастасія Павленко, Петро Сова, Ганна Соболєва, Еліна Сукач, Олександр Чернов, Катерина Наземцева

Фільм дубльовано студією «Postmodern» на замовлення компанії «Netflix» у 2021 році.
- Режисер дубляжу — Людмила Петриченко
- Перекладач — Олексій Зражевський
- Звукооператор — Генадій Алексєєв
- Спеціаліст зі зведення звуку — Антон Семикопенко
- Менеджер проєкту — Валерія Валковська

## Реліз
Фільм повинен був вийти в кінотеатр у червні 2020 року але його вилучили з розкладу через пандемію COVID-19. У квітні 2020 року студія Chernin Entertainment розірвала угоду зі студією 20th Century і уклали багаторічний договір з Netflix. У серпні 2020 року Netflix отримав права на випуск трилогії Вулиця страху. Прем'єра стрічки відбулася 2 липня 2021 р.

## Сприйняття

### Критика
Фільм отримав позитивні відгуки від кінокритиків. На вебсайті Rotten Tomatoes стрічка має рейтинг 84 % за підсумком 91 рецензій, а її середній бал становить 7.1/10. На Metacritic стрічка отримала 61 бали зі 100 на підставі 15 рецензій.

## Продовження
Два сиквели під назвами Частина друга: 1978 та Частина третя: 1666 були випущені 9 липня та 16 липня відповідно.